# Pokalturneringen (ishockey)
 For alternative betydninger, se Pokalturneringen. (Se også artikler, som begynder med Pokalturneringen)
Pokalturneringen er den danske pokalturnering i ishockey for mandlige klubhold, som siden 1988-89 er arrangeret af Danmarks Ishockey Union. Turneringen har gennem tiden haft flere sponsornavne, og siden 2013 har navnet været Metal Cup eller Metal Final4 på grund af et navnesponsorat fra Dansk Metal.

## Finaler
| Sæson     | Vinder                        | Finalist                  | Res.            | Perioder           | Spillested                             |
| --------- | ----------------------------- | ------------------------- | --------------- | ------------------ | -------------------------------------- |
| 1988-89   | Esbjerg IK (1)                | Rødovre SIK               | 8–4             | 1-2, 4-1, 3-1      | Brøndby Hallen, Brøndbyvester          |
| 1989-90   | Ingen turnering               | Ingen turnering           | Ingen turnering | Ingen turnering    | Ingen turnering                        |
| 1990-91   | Herning IK (1)                | Rødovre SIK               | 13–10           |                    | Brøndby Hallen, Brøndbyvester          |
| 1991-92   | Esbjerg IK (2)                | Herning IK                | 6–3             | 3-0, 2-2, 1-1      | Herning Isstadion, Herning             |
| 1992-93   | Esbjerg IK (3)                | Rødovre SIK               | 7–3             | 3-2, 2-0, 2-1      | Brøndby Hallen, Brøndbyvester          |
| 1993-94   | Herning IK (2)                | Rungsted IK               | 11–21           | 3-1, 6-0, 2-1      | Brøndby Hallen, Brøndbyvester          |
| 1994-95   | Ingen turnering               | Ingen turnering           | Ingen turnering | Ingen turnering    | Ingen turnering                        |
| 1995-96   | Herning IK (3)                | Hvidovre IK               | 9–3             | 3-1, 2-1, 4-1      | Herning Isstadion, Herning             |
| 1996-97   | Ingen turnering               | Ingen turnering           | Ingen turnering | Ingen turnering    | Ingen turnering                        |
| 1997-98   | Herning IK (4)                | Rødovre SIK               | 7–3             | 1-1, 3-0, 3-2      | Rødovre Skøjte Arena, Rødovre          |
| 1998-99   | Frederikshavn IK (1)          | Vojens IK                 | 3–2             | 0-2, 2-0, 0-0, 1-0 | Rødovre Skøjte Arena, Rødovre          |
| 1999-2000 | Rungsted Cobras (1)           | Frederikshavn IK          | 4–3             | 2-1, 1-1, 1-1      | Frederikshavn Isstadion, Frederikshavn |
| 2000-01   | Ingen turnering               | Ingen turnering           | Ingen turnering | Ingen turnering    | Ingen turnering                        |
| 2001-02   | Frederikshavn IK (2)          | Herning Blue Fox          | 5–4             | 1-1, 2-2, 1-1, 1-0 | Frederikshavn Isstadion, Frederikshavn |
| 2002-03   | Odense Bulldogs (1)           | Herlev Ishockey           | 5–2             | 0-0, 3-0, 2-2      | Odense Isstadion, Odense               |
| 2003-04   | Rungsted Cobras (2)           | Frederikshavn White Hawks | 4–1             | 0-0, 1-1, 3-0      | Iscenter Nord, Frederikshavn           |
| 2004-05   | Nordsjælland Cobras (3)       | AaB Ishockey              | 3–2             | 2-0, 0-1, 1-1      | Århus Skøjtehal, Århus                 |
| 2005-06   | Odense Bulldogs (2)           | Herning Blue Fox          | 2–1             | 1-0, 1-1, 0-0      | Herning Isstadion, Herning             |
| 2006-07   | AaB Ishockey (1)              | Odense Bulldogs           | 4–2             | 0-0, 2-2, 2-0      | Aalborg Skøjtehal, Aalborg             |
| 2007-08   | Rødovre Mighty Bulls (1)      | Odense Bulldogs           | 6–2             | 1-1, 4-1, 1-1      | Odense Isstadion, Odense               |
| 2008-09   | Odense Bulldogs (3)           | Herning Blue Fox          | 4–1             | 1-0, 2-0, 1-1      | Herning Isstadion, Herning             |
| 2009-10   | SønderjyskE Ishockey (1)      | Rungsted Cobras           | 7–2             | 3-0, 3-1, 1-1      | Vojens Skøjtehal, Vojens               |
| 2010-11   | SønderjyskE Ishockey (2)      | AaB Ishockey              | 2–1             | 1-0, 0-0, 1-1      | SE Arena, Vojens                       |
| 2011-12   | Herning Blue Fox (5)          | AaB Ishockey              | 3–1             | 2-1, 0-0, 1-0      | Kvik Hockey Arena, Herning             |
| 2012-13   | SønderjyskE Ishockey (3)      | Frederikshavn White Hawks | 2–0             | 1-0, 0-0, 1-0      | SE Arena, Vojens                       |
| 2013-14   | Herning Blue Fox (6)          | SønderjyskE Ishockey      | 5–0             | 0-1, 0-1, 0-3      | SE Arena, Vojens                       |
| 2014-15   | Herning Blue Fox (7)          | SønderjyskE Ishockey      | 2–1             | 1-1, 0-0, 1-0      | SE Arena, Vojens                       |
| 2015-16   | Odense Bulldogs (4)           | Frederikshavn White Hawks | 4–0             | 2-0, 0-0, 2-0      | Scanel Hockey Arena, Frederikshavn     |
| 2016-17   | Rungsted Seier Capital (4)    | Aalborg Pirates           | 3–0             | 2-0, 0-0, 1-0      | Saxo Bank Arena, Hørsholm              |
| 2017-18   | Aalborg Pirates (2)           | Rungsted Seier Capital    | 5–2             | 1-0, 2-1, 2-1      | Jyske Bank Boxen, Herning              |
| 2018-19   | Rungsted Seier Capital (5)    | Frederikshavn White Hawks | 3–2             | 0-0, 0-2, 3-0      | Gigantium Isarena, Aalborg             |
| 2019-20   | Frederikshavn White Hawks (3) | Rungsted Seier Capital    | 2–0             | 0-0, 0-0, 2-0      | Bentax Isarena, Aalborg                |
| 2020-21   | SønderjyskE Ishockey (4)      | Esbjerg Energy            | 4–2             | 1-0, 1-2, 2-0      | Bentax Isarena, Aalborg                |
| 2021-22   | Aalborg Pirates (3)           | Herning Blue Fox          | 6–4             | 2-2, 3-1, 1-1      | Gigantium Isarena, Aalborg             |
| 2022-23   | Herning Blue Fox (8)          | Aalborg Pirates           | 4–2             | 1-0, 2-1, 1-1      | Sparekassen Danmark Isarena, Aalborg   |
| 2023-24   | SønderjyskE Ishockey (5)      | Rungsted Seier Capital    | 7–0             | 2-0, 2-0, 3-0      | Sparekassen Danmark Isarena, Aalborg   |
| 2024-25   | Herning Blue Fox (9)          | Herlev Eagles             | 4–3             | 1-1, 1-0, 1-2, 1-0 | Sydjysk Sparekasse Arena, Vojens       |

## Pokalfightere
Siden 2003 er "Årets pokalfighter" endvidere kåret.
| Sæson   | Årets pokalfighter | Hold                      | Ref. |
| ------- | ------------------ | ------------------------- | ---- |
| 2002-03 | Dimitri Lavrentiev | Odense Bulldogs           |      |
| 2003-04 | Peter Hirsch       | Rungsted Cobras           |      |
| 2004-05 | Peter Hirsch       | Nordsjælland Cobras       |      |
| 2005-06 | Kimmo Vesa         | Odense Bulldogs           |      |
| 2006-07 | Jens Nielsen       | AaB Ishockey              |      |
| 2007-08 | Christian Larrivée | Rødovre Mighty Bulls      |      |
| 2008-09 | Kimmo Vesa         | Odense Bulldogs           |      |
| 2009-10 | Frederik Storm     | SønderjyskE Ishockey      |      |
| 2010-11 | Lou Dickenson      | AaB Ishockey              |      |
| 2011-12 | Oliver Bjorkstrand | Herning Blue Fox          |      |
| 2012-13 | Daryl Andrews      | SønderjyskE Ishockey      |      |
| 2013-14 | Joachim Linnet     | Herning Blue Fox          |      |
| 2014-15 | Daniel Nielsen     | Herning Blue Fox          |      |
| 2015-16 | Tadeas Galansky    | Odense Bulldogs           |      |
| 2016-17 | Tuomas Tarkki      | Rungsted Seier Capital    |      |
| 2017-18 | Henry Hardarson    | Aalborg Pirates           |      |
| 2018-19 | Tyler Fiddler      | Rungsted Seier Capital    |      |
| 2019-20 | Tadeas Galansky    | Frederikshavn White Hawks |      |
| 2020-21 | Mike Little        | SønderjyskE Ishockey      |      |
| 2021-22 | Mathias Bau Hansen | Herning Blue Fox          |      |
| 2022-23 | Mathias Bau Hansen | Herning Blue Fox          |      |
| 2023-24 | Mattias Pettersson | SønderjyskE Ishockey      |      |
| 2024-25 | Morten Poulsen     | Herning Blue Fox          |      |